# (9157) 1983 RB4
(9157) 1983 RB4 (1983 RB4, 1968 TB, 1987 UB7) — астероїд головного поясу, відкритий 2 вересня 1983 року.
Тіссеранів параметр щодо Юпітера — 3,475.